# 張煒 (萬曆進士)
張煒（?—1616年），字鲁斐，别號西塘，福建泉州府同安縣民籍。明朝政治人物。

## 生平
萬曆四十年（1612年），張煒中式壬子科福建鄉試第二十四名舉人，萬曆四十四年（1616年）丙辰科三甲一百四十二名進士，工部觀政，卒官行人司行人。

## 家族
曾祖张崇嘉。祖父张脩文。父张学邹。

## 引用
1. ↑  《萬曆四十四年丙辰科進士序齒録》：張煒，魯斐，易二房，乙未七月二十八日生。